# Секвенция (жанр)
Секве́нция (позднелат. sequentia — последование, от sequens следующий) — текстомузыкальная форма и литургический жанр григорианской монодии.

## Краткая характеристика
Секвенция входит в состав проприя мессы. Текст секвенции латинский, свободно сочинённый (см. Гимнография). По содержанию секвенция, как правило, представляет собой парафразу какой-либо темы («сюжета») Священного Писания. Как и в других песнопениях традиционной католической мессы, склад секвенции монодический. Способ распева текста секвенции как правило силлабический, с невматикой в каденциях.
Ранние секвенции писались ритмической прозой (отсюда их другое историческое название — лат. prosae, «прозы»). Для ранних секвенций (в том числе, Ноткера) характерны строфы, состоящие из пары изосиллабических строк («стихов») произвольной длины, без регулярного метра и рифмы. Музыка для каждой новой строфы новая, причём музыка второго стиха повторяет музыку первого стиха. Первый и последний отделы формы обычно состоят из одного стиха (также на собственную музыку). Количество строф в ранней секвенции не установлено, некоторые произведения весьма протяжённые. Так, секвенция «Rex omnipotens» содержит 24 строфы, распетые на 13 разных мелодий.
Схема корреляции музыки и текста в секвенции Ноткера Scalam ad caelos (всего 11 текстомузыкальных строф; цифры при латинских буквенных обозначениях показывают количество слогов в стихе; ТМФ = текстомузыкальная форма):
| ТМФ     | строфа 1 | строфа 2 | строфа 3 | строфа 4 | строфа 5 | строфа 6 |   |
| ------- | -------- | -------- | -------- | -------- | -------- | -------- | - |
| стихи:  | a13      | b18 b18  | c23 c23  | d38 d38  | e23 e23  | f16 f16  | … |
| музыка: | A        | B B      | C C      | D D      | E E      | F F      | … |

Поздние секвенции (с XII в.) представляют собой «обычные» рифмованные силлабо-тонические стихи, часто хореические. Характерны трёхстрочные строфы («терцеты»), реже встречаются четырёхстрочные строфы. В терцетах первые два стиха обычно пишутся на одну рифму, а третий на другую (например, Veni Sancte Spiritus; Lauda Sion); реже все три стиха на одну рифму (как в знаменитой Dies irae). Как и в ранних секвенциях, количество строф твёрдо не установлено.
Каждая строфа положена на собственную музыку; в следующей строфе музыка точно повторяется. Двойное повторение отделов музыкальной формы (в терцетах также — общая для двух соседних строф рифма) придаёт целому вид структуры высшего порядка, состоящей из текстомузыкальных «метастроф». Типовая схема корреляции музыки и текста в поздней секвенции (строчные латинские буквы относятся к рифме):
| ТМФ     | строфа 1 | строфа 2 | строфа 3 | строфа 4 | строфа 5 | строфа 6 |   |
| ------- | -------- | -------- | -------- | -------- | -------- | -------- | - |
| стихи:  | a a b    | c c b    | d d e    | f f e    | g g h    | i i h    | … |
| музыка: | A        | A        | B        | B        | C        | C        | … |

## Исторический очерк

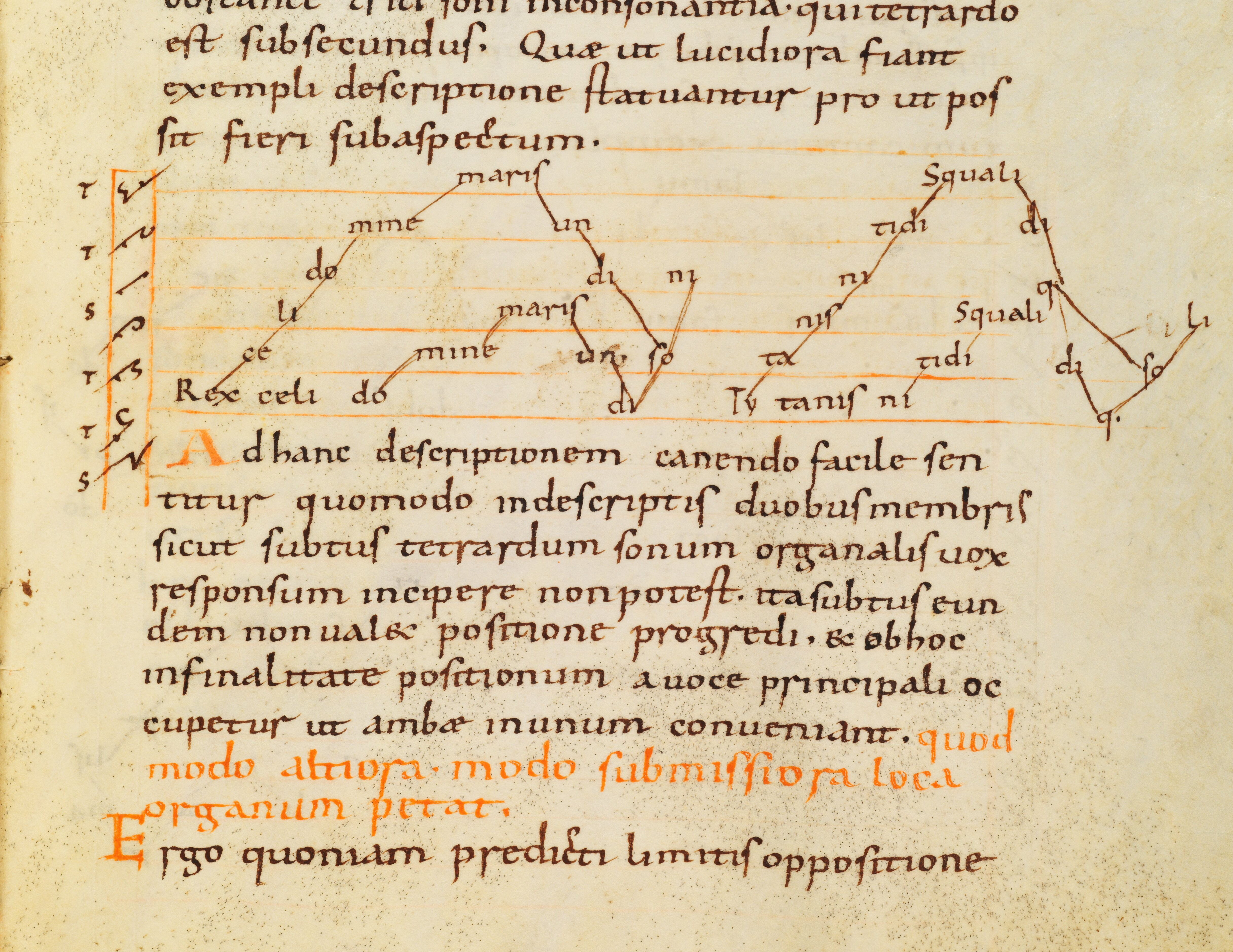
Секвенция «Rex caeli» из Бамбергской рукописи трактата Musica Enchiriadis (2-я половина IX в., Германия)

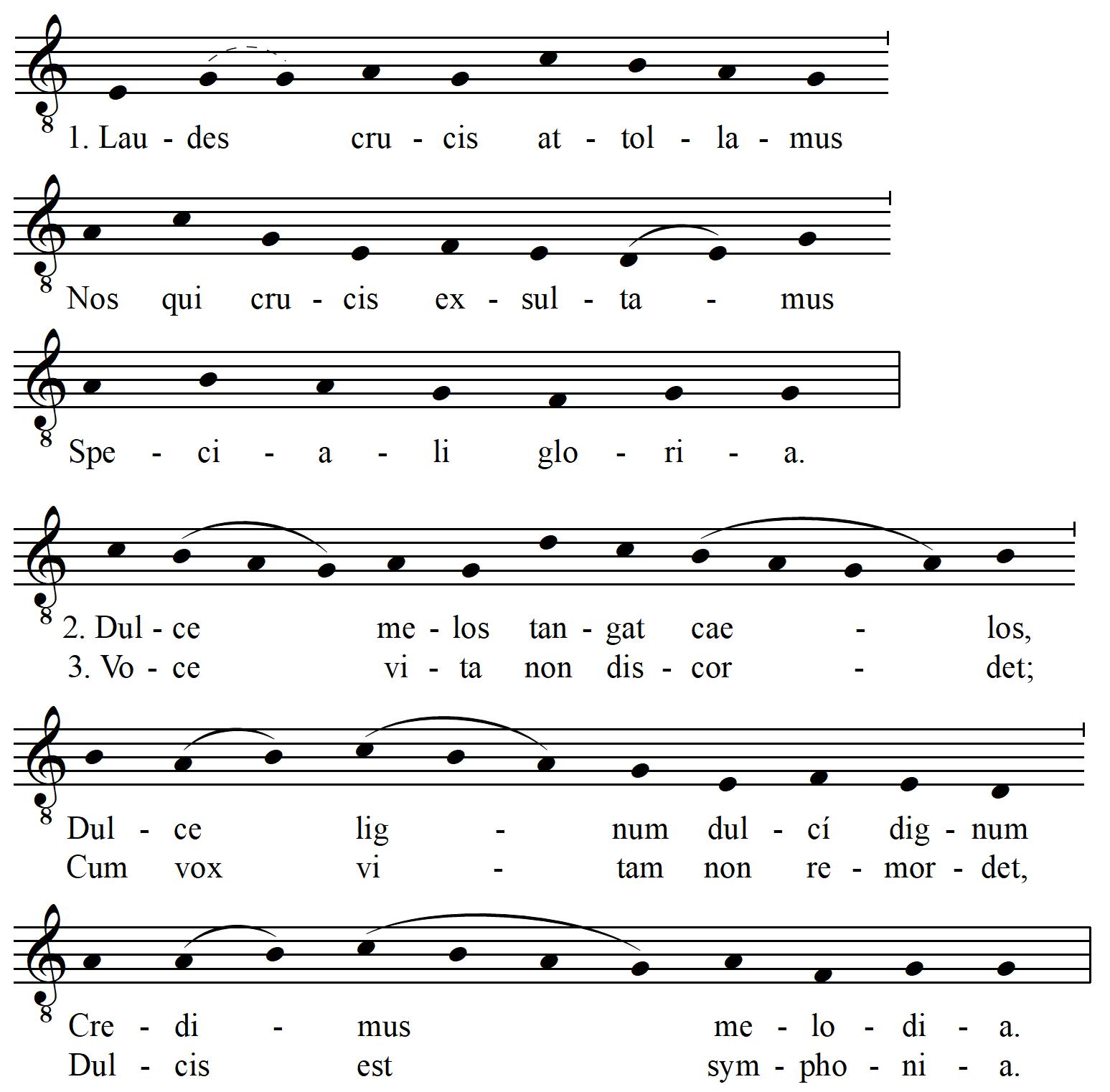
Секвенция «Laudes crucis» (первые 3 строфы). Транскрипция по рукописи F-Pn lat. 833, f.187v (XII в.)

Традиционно наука связывает происхождение секвенции с подтекстовкой и расширением юбиляционной части аллилуйи в её репризе. На формирование секвенции, возможно, оказал влияние переведённый в Санкт-Галлене в VIII—IX веках византийский акафист. Среди первых известных авторов секвенций монах Санкт-Галленского монастыря Ноткер Заика (IX в.), Фульберт Шартрский (расцвет ок. 1000 г.), Герман Расслабленный (Hermannus Contractus, ум. 1054), работавший в Соборе Парижской Богоматери и в Аббатстве Сен-Виктор Адам Сен-Викторский (ум. в 1146). К числу распространённых во Франции XII–XIII вв. секвенций относятся «Laudes crucis» (на её музыку были положены многие секвенции с другими текстами), «O Maria, stella maris» (использовавшая материал гимна «Ave maris stella»), «Salve mater salvatoris».
Авторы музыки («композиторы») секвенций, как правило, неизвестны, как в «Rex caeli Domine», которая неоднократно встречается в музыкальных трактатах каролингских авторов, в том числе для иллюстрации одного из видов органума (в трактате «Musica enchiriadis», 2-й половины IX в.). В XIII в. была написана (для особой, заупокойной, мессы), пожалуй, самая известная секвенция Dies irae. Двухголосные секвенции (то есть, такие, где оригинальная мелодия выступает в качестве заимствованного тенора, аналогично обработкам «обычной» григорианской монодии) встречаются редко, например, «Verbum bonum» и «Res est admirabilis» из Градуала Элеоноры Бретонской (Фонтевро, XIV век); тексты в этих секвенциях распеты преимущественно силлабикой, в стиле «нота-против-ноты».
Католическая церковь, всегда регламентировавшая использование гимнографических текстов в богослужении, на Тридентском соборе ограничила количество секвенций четырьмя (до официальной регламентации количество текстов достигало 5000; мелодий было значительно меньше вследствие широкого применения контрафактуры), к числу которых в 1727 была добавлена ещё одна — Stabat mater. Все они, кроме «Victimae paschali», относятся к строфическим. Список «классических» секвенций (расположены в примерном хронологическом порядке):
- Victimae paschali (laudes immolent Christiani) / Пасхальной жертве (возносят хвалы христиане) (текст Випо Бургундского)
- Veni Sancte Spiritus / Приди, Дух Святой (текст Стефана Лангтона)
- Lauda Sion (Salvatorem) / Хвали, Сион (Спасителя) (текст Фомы Аквинского)
- Dies irae / День гнева (то есть день Страшного суда; текст Фомы Челанского)
- Stabat mater (dolorosa) / Стояла Мать скорбящая (текст Якопоне да Тоди)

Многие поэтические тексты секвенций опубликованы в фундаментальной серии «Analecta hymnica medii aevi» (AH 7-10, 34, 37, 39-40, 42, 44, 53-55); мелодии секвенций в большинстве своём до сих пор не опубликованы.
Секвенции создавались не только на латыни, но и на французском. Наиболее ранним французским образцом этого жанра является «Секвенция о святой Евлалии» (IX век).

## Издания
- Das Repertoire der normanno-sizilischen Tropare: I. Die Sequenzen, hrsg. v. David Hiley // Monumena monodica medii aevi. Vol. 13. Kassel: Bärenreiter, 2001. XL, 155 S.